# Aeropuerto de Bacacheri

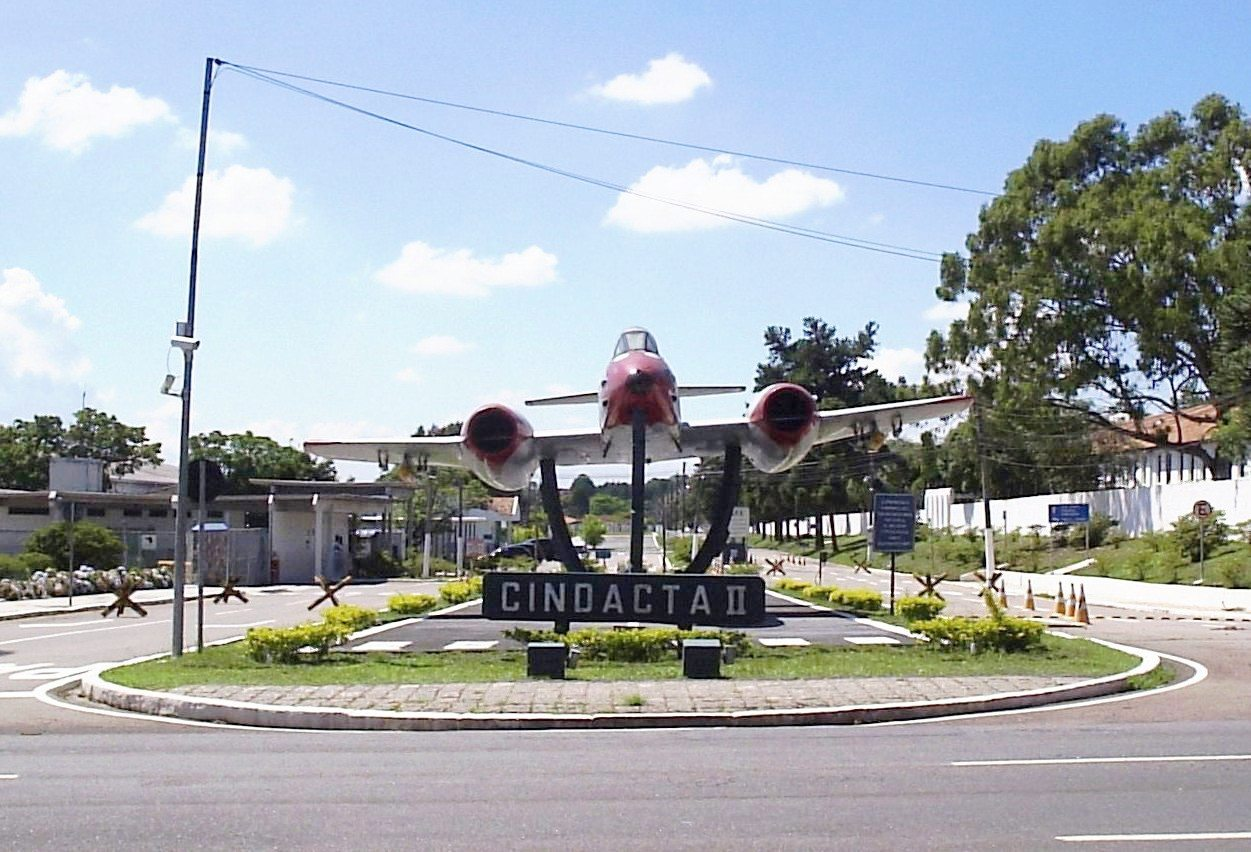
Aeropuerto de Bacacheri

Aeropuerto de Bacacheri es un aeropuerto ubicado en la ciudad de Curitiba, estado de Paraná, Brasil, se encuentra con el movimiento de aeronaves pequeñas y medianas empresas y se encuentra a 7 km del centro de la ciudad.
A principios de la década de 1930, el barrio de Curitiba Bacacheri se estableció una base de apoyo para la aviación militar, el uso de la zona de la antigua Escuela de Agricultura del Estado (que se encuentra en Curitiba en el momento), que ya contó con una pista para el aterrizaje y despegue de aeronaves . En 1942, pasó a ser propiedad del Ministerio de aire integrado.
El 31 de marzo de 1980, debido a la amplia utilización de las aeronaves civiles, la gestión de la Base Aérea de Bacacheri pasó a ser responsabilidad de la Infraero , ya partir de entonces llamado Aeropuerto de Bacacheri.

## Air Shows
El aeropuerto es utilizado muy Bacacheri por escuadrón de humo, que se presenta cada año, el aeropuerto es el escenario de este espectáculo que atrae a multitudes cada año.
Junto con este evento, también está disponible para la exposición pública de las aeronaves, plastiomodelismo, presentaciones rápel, que son utilizados helicópteros para demonstação, y también libera paracaidistas se hacen.